# インフィニティ・FX
インフィニティ・FX (INFINITI FX) およびインフィニティ・QX70 (INFINITI QX70) は、日産が製造、インフィニティブランドで販売されていたクロスオーバーSUVである。

## 概要
インフィニティが2003年に北米市場へ送り出した、スポーツカーとプレミアムSUVのクロスオーバーをコンセプトとしたモデル。BMW・X5やポルシェ・カイエンなどのハイパフォーマンスSUVをライバルとしている。
2001年のデトロイトショーを皮切りに、FXのコンセプトモデルを2台送り出し、市販化に漕ぎ着けている。インフィニティブランドでは、CV35型インフィニティ・G35クーペに続き成功を収めたモデルであり、一時期北米市場では月販6,000台を超える台数を記録するなど、インフィニティのブランドイメージをさらに高めたモデルである。
アメリカ、カナダ、中東、韓国、ロシア、中国、台湾、EU諸国（フランス、イタリア、ポーランドなど）に輸出されている。初代モデルでは左ハンドル仕様専用設計だったため、左側通行の諸国には投入されなかったが、2代目となるS51型系は右ハンドル仕様も用意されており、イギリスなどへの輸出が2009年4月以降に開始された。ただし日本市場への投入は未定である。
2014年モデルより、インフィニティが発表した全ラインアップに対する新ネーミング戦略によって、「インフィニティ・FX」から「インフィニティ・QX70」へと車名が変更された。

## 初代 S50型系
2003年に発売。製造は平塚市の日産車体湘南工場で行われた。

### デザイン
スタイリングのテーマは「バイオニックチーター」。野性のチーターが持つ躍動感と優美さを狙っている。デザインは、日産テクニカルセンター、設計開発は、日産車体株式会社テクノセンターで行われた。2001年に初めて発表されたFXコンセプトは、翌2002年には大きく姿を変えており、市販車のスタイリングは2002年のものをベースとしている。
2005年にリアコンビランプがLED+クリアーレンズに変更され、2006年にはフロントグリルと20インチアルミホイールのデザインが変更されている。

### メカニズム
プラットフォームは、V35型Gシリーズと同じFR-Lプラットフォームを採用。サスペンションは、フロント：マクファーソンストラット、リア：マルチリンクとなっている。フロントサスペンションの形式がストラットになった背景には、V8エンジン+4WDの組合せのためのスペース確保がある。
当初からFX45には、20インチアルミホイールが設定（FX35にはオプション）されており、大径ホイールを履きこなせるサスペンションの設定がなされている。
トランスミッションは5速ATのみの設定で、駆動方式はFRと4WDがあり、後者はATTESA E-TSを採用している。なお、FX45は4WDのみの設定である。

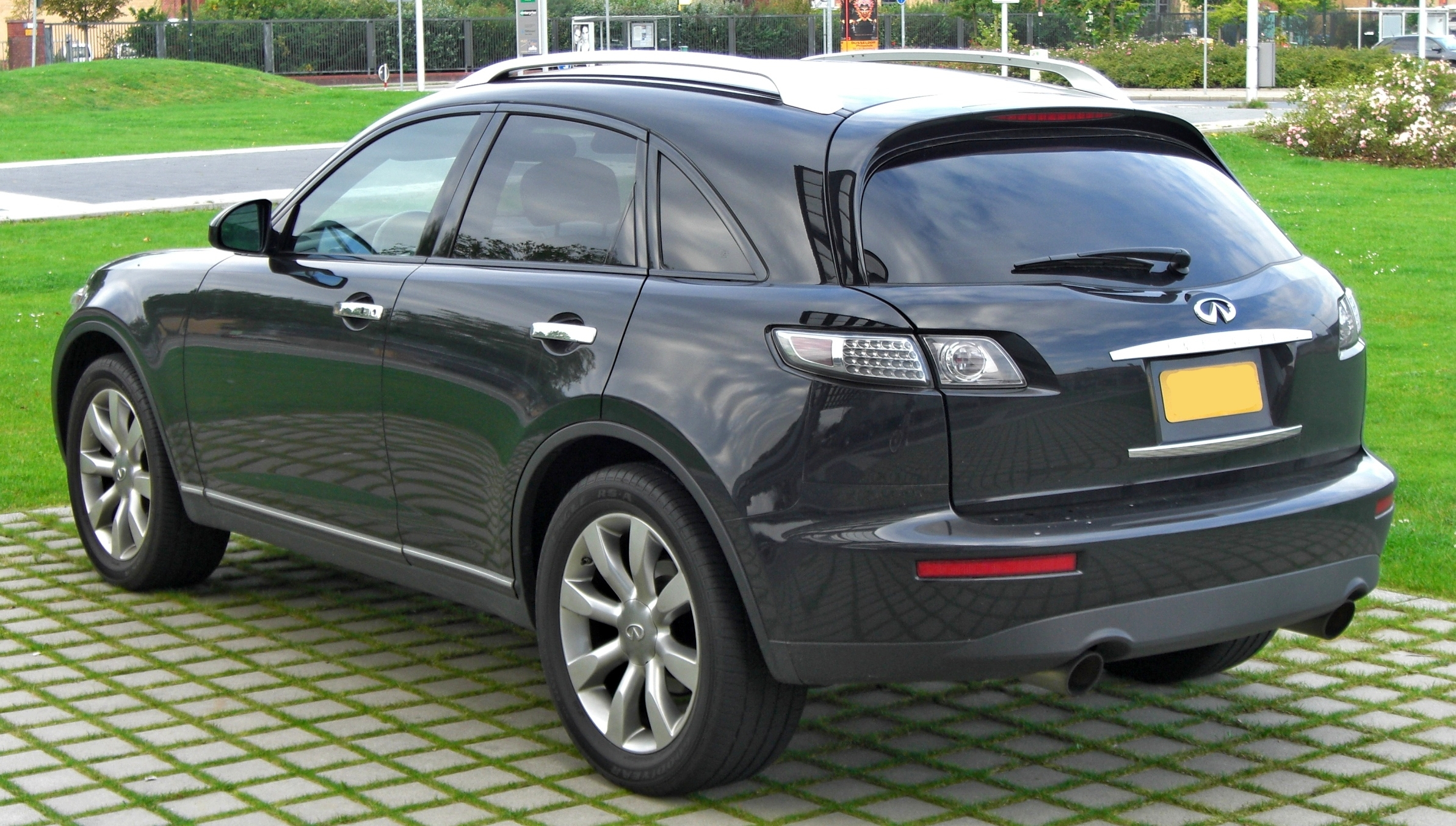
中期型リア （2005年モデル）
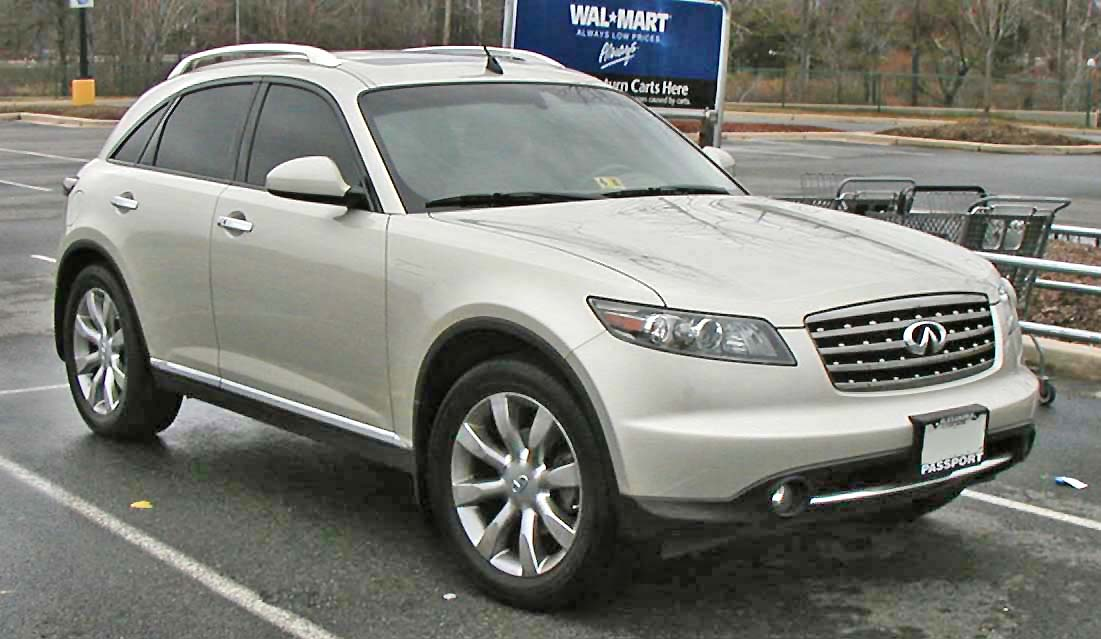
後期型 （2006-2008年モデル）

## 2代目 S51型系
2008年3月4日、ジュネーブモーターショーのプレスデーにて新型「FX50」が発表された。従来モデル同様、スポーツカーとSUVの要素とを融合させた上級クロスオーバーモデルであり、2008年6月より米国、同年10月より欧州にて発売された。また、製造は栃木工場に移管された。
尚、2014モデルより北米を皮切りに順次「インフィニティ・QX70」に改名。アメリカにおいては2017モデルを最後に廃止となった。

### デザイン
ロングノーズ・ショートオーバーハング、大径21インチホイール&タイヤの採用によりスポーツカーらしいプロポーションを表現。エレガントさと力強さを兼ね備えたボディラインの流れと、ダイナミックなアーチ型ルーフのキャビン形状が大きな特徴となっている。大胆な形状を持つフロントグリルや象徴的な形状のヘッドランプやリヤコンビランプを採用し、個性をより際立たせている。
最近のインフィニティ車に共通するダブルウェーブの流れを持つインストルメントパネル形状を特徴とし、力強い形状のセンタークラスターや上質な仕立てのシートで快適性とスポーティ感を両立させている。

### メカニズム
日産自動車として初の7速オートマチックトランスミッションに、アダプティブシフトコントロール（ASC）やシンクロレブコントロールが採用された。
プラットフォームは初代同様FR-Lプラットフォームが採用された。サスペンションは、フロントがダブルウィッシュボーン、リアがマルチリンクで、新開発のコンティニュアスダンピングコントロール（電子制御式ショックアブソーバー）とリヤアクティブステア（HICAS）が採用されている。

### その他
「アラウンドビューモニター」、「インテリジェントクルーズコントロール（全車速追従機能付）」、「スクラッチシールド」などを標準装備。北米向けにはV6エンジンのFX35も同時に発表され、FX50と同様、6月から販売されている。
また、欧州向けでは、2008年10月よりFX37およびFX50が発売された。加えて2010年夏には欧州市場に、そして2012年2月には韓国市場においてもV9X型ディーゼルエンジンを搭載したFX30dを発売開始した。インドネシアへも、2011年のインフィニティブランド投入にあわせ右ハンドル仕様のFXがラインナップされた。
2012年3月にはFX50をベースに、F1ドライバーのセバスチャン・ベッテルの意見を取り入れた「セバスチャン・ベッテル・バージョン」を限定200台にて発売。エンジン出力を420psとするなど、スペシャルチューンが施されている。

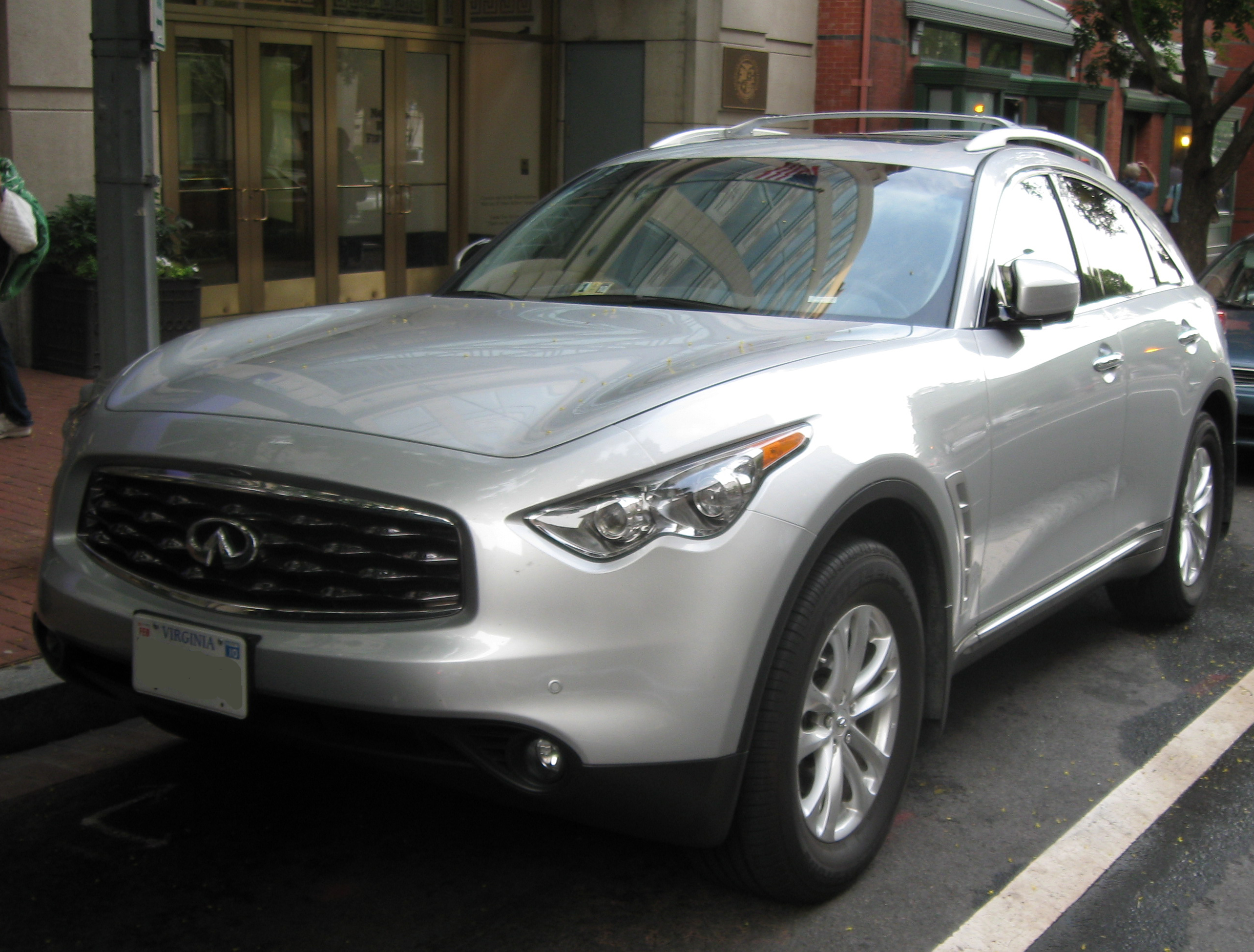
FX35